# Lac des Français
Lac des Français är en sjö i Kanada.   Den ligger i regionen Lanaudière och provinsen Québec, i den sydöstra delen av landet, 180 km nordost om huvudstaden Ottawa. Lac des Français ligger 174 meter över havet. Arean är 1,0 kvadratkilometer. Den sträcker sig 1,4 kilometer i nord-sydlig riktning, och 1,7 kilometer i öst-västlig riktning.
Trakten runt Lac des Français består till största delen av jordbruksmark. Runt Lac des Français är det ganska tätbefolkat, med 54 invånare per kvadratkilometer.